# جبل أم الدامي
29°18′30″N 35°25′45″E / 29.30833°N 35.42917°E

جبل أم الدامي هو أعلى جبل في الأردن، يبلغ ارتفاعه 1,854 م (6,083 قدم). يقع الجبل داخل وادي رم ضمن حدود محافظة العقبة بالقرب من حدود الأردن مع المملكة العربية السعودية.
يتميز الجبل بمناخه المعتدل صيفاً والمثلج وشديد الأمطار شتاءً. ويضم الجبل مرصدا فلكيا، وهو وجهة مثالية لِعُشاق رياضة التسلُّق. صعود «جبل أم الدامي» ليس صعباً ويستغرق تسلقه حوالي ساعتين وبه بعض الأجزاء القليلة ذات الصخور الوعرة. تأوِي قمة الجبل حيوان يُطلق عليه «الزَلَم» وهو حيوان ثديي صغير شبِيه بالأرنب ذي الآذان القصِيرَة ويعيش تحت الصخور.